# Joseph Kergueris
Joseph Kergueris (Hennebont, 2 d'octubre de 1938) és un polític bretó.
Va ser professor universitari en gestió empresarial. Ha estat alcalde de Landévant (1971 - 2004) i cap de la Comunitat de Municipis del País d'Auray, així com membre del Consell Regional de Bretanya. Antic membre de la Unió per a la Democràcia Francesa, va decidir no unir-se al Moviment Demòcrata i a les eleccions legislatives franceses de 2002 fou escollit senador per Morbihan per la candidatura d'Unió Centrista. Des del 2004 fins a 2011 fou president del Consell General de Morbihan i del Cantó de Pluvigner.